# Épisodes de Wes et Travis
Cet article présente le guide des épisodes de la série télévisée américaine Wes et Travis.

## Généralités
- Au Canada, la série est diffusée sur Showcase.
- En Suisse, elle est diffusée sur RTS Un.
- En France, depuis le 6 juillet 2013 sur M6.
- Au Québec, depuis le 4 avril 2013 sur Séries+[1].

## Distribution de la saison

### Acteurs principaux
- Michael Ealy : Travis Marks
- Warren Kole : Wes Mitchell
- Sonya Walger : Emma Ryan
- Jack McGee : Phil Sutton

### Acteurs récurrents
- Alicia Coppola : Jonelle
- Elizabeth Chomko : Alex MacFarland Mitchell
- Nora Zehetner : nouvelle recrue

## Épisodes

### Épisode 1:Thérapie de choc (1repartie)
- États-Unis : 11 mai 2012 sur USA Network
- Canada : 26 août 2012 sur Showcase
- Suisse : 4 novembre 2012 sur RTS Un
- Québec : 4 avril 2013 sur Séries+
- France : 6 juillet 2013 sur M6

- États-Unis : 2,48 millions de téléspectateurs[2] (première diffusion)
- France : 2,44 millions de téléspectateurs[3] (première diffusion)

### Épisode 2:Thérapie de choc (2epartie)
- États-Unis : 11 mai 2012 sur USA Network
- Canada : 26 août 2012 sur Showcase
- Suisse : 4 novembre 2012 sur RTS Un
- Québec : 11 avril 2013 sur Séries+
- France : 6 juillet 2013 sur M6

- États-Unis : 2,48 millions de téléspectateurs[2] (première diffusion)
- France : 2,5 millions de téléspectateurs[3] (première diffusion)

### Épisode 3:Le Troisième Élément
- États-Unis : 18 mai 2012 sur USA Network
- Canada : 2 septembre 2012 sur Showcase
- Suisse : 18 novembre 2012 sur RTS Un
- Québec : 18 avril 2013 sur Séries+
- France : 6 juillet 2013 sur M6

- États-Unis : 2,51 millions de téléspectateurs[4] (première diffusion)
- France : 2,3 millions de téléspectateurs[3] (première diffusion)

### Épisode 4:Le Profil du tueur
- États-Unis : 1er juin 2012 sur USA Network
- Canada : 2 septembre 2012 sur Showcase
- Suisse : 2 décembre 2012 sur RTS Un
- Québec : 25 avril 2013 sur Séries+
- France : 13 juillet 2013 sur M6

- États-Unis : 2,29 millions de téléspectateurs[5] (première diffusion)

### Épisode 5:Le Facteur-Ex
- États-Unis : 8 juin 2012 sur USA Network
- Canada : 9 septembre 2012 sur Showcase
- Suisse : 9 décembre 2012 sur RTS Un
- Québec : 2 mai 2013 sur Séries+
- France : 13 juillet 2013 sur M6

- États-Unis : 2,31 millions de téléspectateurs[6] (première diffusion)

### Épisode 6:La confiance règne
- États-Unis : 15 juin 2012 sur USA Network
- Canada : 16 septembre 2012 sur Showcase
- Suisse : 16 décembre 2012 sur RTS Un
- Québec : 9 mai 2013 sur Séries+
- France : 13 juillet 2013 sur M6

- États-Unis : 2,21 millions de téléspectateurs[7] (première diffusion)

### Épisode 7:L'Angoisse de la performance
- États-Unis : 22 juin 2012 sur USA Network
- Canada : 23 septembre 2012 sur Showcase
- Suisse : 6 janvier 2013 sur RTS Un
- Québec : 16 mai 2013 sur Séries+
- France : 20 juillet 2013 sur M6

- États-Unis : 2,17 millions de téléspectateurs[8] (première diffusion)

### Épisode 8:Alter-Ego
- États-Unis : 29 juin 2012 sur USA Network
- Canada : 30 septembre 2012 sur Showcase
- Suisse : 6 janvier 2013 sur RTS Un
- Québec : 23 mai 2013 sur Séries+
- France : 20 juillet 2013 sur M6

- États-Unis : 1,97 million de téléspectateurs[9] (première diffusion)

### Épisode 9:Deux hommes et un bon chien
- États-Unis : 13 juillet 2012 sur USA Network
- Canada : 7 octobre 2012 sur Showcase
- Suisse : 13 janvier 2013 sur RTS Un
- Québec : 30 mai 2013 sur Séries+
- France : 20 juillet 2013 sur M6

- États-Unis : 2,07 millions de téléspectateurs[10] (première diffusion)

### Épisode 10:Le Vieux Couple
- États-Unis : 20 juillet 2012 sur USA Network
- Canada : 14 octobre 2012 sur Showcase
- Suisse : 20 janvier 2013 sur RTS Un
- Québec : 6 juin 2013 sur Séries+
- France : 27 juillet 2013 sur M6

- États-Unis : 1,82 million de téléspectateurs[11] (première diffusion)

### Épisode 11:L'habit ne fait pas le flic
- États-Unis : 27 juillet 2012 sur USA Network
- Canada : 21 octobre 2012 sur Showcase
- Suisse : 27 janvier 2013 sur RTS Un
- Québec : 13 juin 2013 sur Séries+
- France : 27 juillet 2013 sur M6

- États-Unis : 1,76 million de téléspectateurs[12] (première diffusion)

### Épisode 12:Dans tes rêves
- États-Unis : 3 août 2012 sur USA Network
- Canada : 28 octobre 2012 sur Showcase
- Suisse : 3 février 2013 sur RTS Un
- Québec : 20 juin 2013 sur Séries+
- France : 27 juillet 2013 sur M6

- États-Unis : 1,79 million de téléspectateurs[13] (première diffusion)

### Épisode 13:L'Heure des comptes
- États-Unis : 10 août 2012 sur USA Network
- Canada : 4 novembre 2012 sur Showcase
- Suisse : 10 février 2013 sur RTS Un
- Québec : 27 juin 2013 sur Séries+
- France : 27 juillet 2013 sur M6

- États-Unis : 2,04 millions de téléspectateurs[14] (première diffusion)

- Dominic Purcell dans le rôle de John Crowell

## Audiences aux États-Unis
| Épisode | Titre original      | Titre en Français            | Chaîne      | Date de diffusion originale | Audiences |
| ------- | ------------------- | ---------------------------- | ----------- | --------------------------- | --------- |
| 1       | Pilot               | Thérapie de choc             | USA Network | 11 mai 2012                 | 2.48      |
| 2       | Ride-Along          | Le Troisième Élément         | USA Network | 18 mai 2012                 | 2.51      |
| 3       | Soul Mates          | Le Profil du tueur           | USA Network | 1er juin 2012               | 2.29      |
| 4       | Ex-Factor           | Le Facteur-Ex                | USA Network | 8 juin 2012                 | 2.31      |
| 5       | The T Word          | La confiance règne           | USA Network | 15 juin 2012                | 2.21      |
| 6       | Performance Anxiety | L'Angoisse de la performance | USA Network | 22 juin 2012                | 2.17      |
| 7       | Role Play           | Alter-Ego                    | USA Network | 29 juin 2012                | 1.97      |
| 8       | Joint Custody       | Deux hommes et un bon chien  | USA Network | 13 juillet 2012             | 2.07      |
| 9       | Odd Couples         | Le Vieux Couple              | USA Network | 20 juillet 2012             | 1.82      |
| 10      | In-Laws vs. Outlaws | L'habit ne fait pas le flic  | USA Network | 27 juillet 2012             | 1.76      |
| 11      | Hot for Teacher     | Dans tes rêves               | USA Network | 3 août 2012                 | 1.79      |
| 12      | Gun!                | L'Heure des comptes          | USA Network | 10 août 2012                | 2.04      |